# Keo bọt vuốt tóc

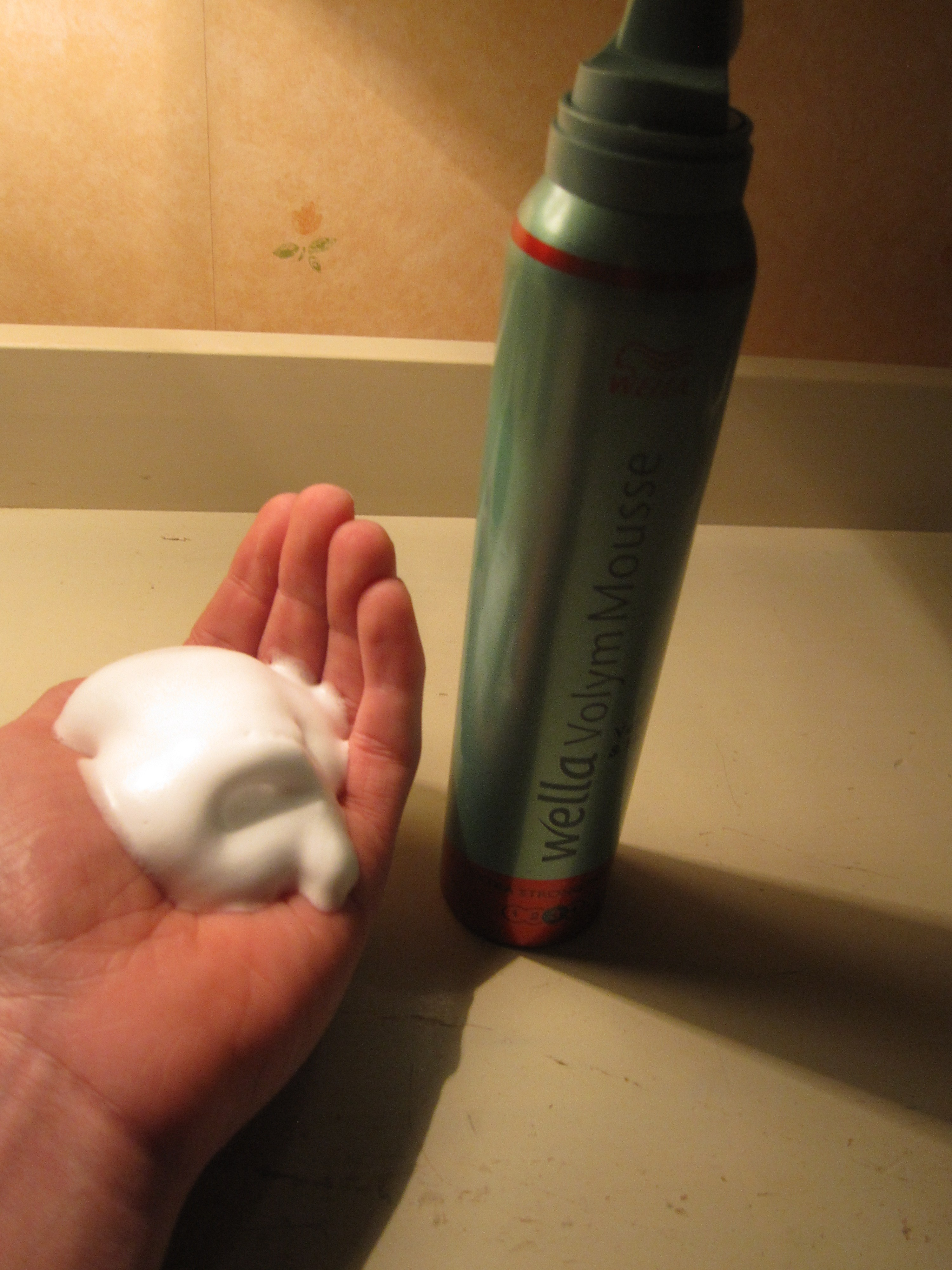
Keo bọt vuốt tóc.

Keo bọt vuốt tóc, hair mousse, cũng được gọi là bọt tạo kiểu, là một sản phẩm tạo kiểu tóc được xoa lên tóc để tăng thêm thể tích và tỏa sáng. "Mousse" bắt nguồn từ một từ tiếng Pháp có nghĩa là bọt. Keo bọt vuốt tóc xuất xứ từ Pháp và được L'Oreal đưa vào thị trường bán lẻ ở Bắc Mỹ vào những năm 1980, sản phẩm keo bọt đầu tiên xuất hiện dưới nhãn "Valence". Nó thường được phun ra từ dạng xịt bọt aerosol hoặc ở dạng kem. Keo bọt vuốt tóc thêm thể tích vào tóc và thường cung cấp cả dầu xả và giữ, mà không có bất kỳ kết thành khối hoặc tích tụ. Nó là một sản phẩm tạo kiểu tóc, hoạt động bằng cách sử dụng nhựa tổng hợp để phủ tóc, để hỗ trợ tóc trong một hình dạng nhất định. Keo bọt vuốt tóc có màu tím khi ở trong chai xịt và biến màu trắng khi tiếp xúc với không khí. Một trong những sản phẩm tạo kiểu tóc nhẹ, keo bọt vuốt tóc được xoa lên tóc ướt trước khi làm khô và tạo kiểu dáng. Keo bọt vuốt tóc có thể được sử dụng trên tóc xoăn tự nhiên hoặc tóc uốn để giảm lọn tóc và định hình vòng xoăn.

## Lịch sử
Keo bọt tóc được ra mắt vào những năm 1980 ở Bắc Mỹ được gọi là "keo bọt nghiện", khi những người thợ làm tóc tiết lộ sản phẩm bọt mới cho khách hàng của họ. Trong suốt những năm đầu tiên tung ra thị trường, keo bọt tóc đã nhanh chóng trở thành sản phẩm trị giá nhiều triệu đô la. Năm 1984, doanh thu bán lẻ trong nước cho sản phẩm dao động từ $100–$150 triệu và gần $200 triệu bán vào năm 1986.
Do giữa những năm 1980, xu hướng kiểu tóc lớn và sử dụng keo bọt và các sản phẩm tăng thể tích khác đã tăng lên phổ biến. Người ta tin rằng năm 1987 đã đánh dấu sự suy giảm của "keo bọt nghiện", do sự phổ biến khi kiểu tóc lớn suy giảm và người ta bắt đầu bận tâm sử dụng nhiều sản phẩm thân thiện với môi trường hơn. Do trang điểm hóa học của sản phẩm tạo kiểu tóc nên nó thường không được xem là "thân thiện với môi trường". Ngày nay, sản phẩm không chỉ được sản xuất và quảng bá dưới nhiều thương hiệu khác nhau mà còn bán cho các loại tóc khác nhau. Có những sản phẩm keo bọt được bán đặc biệt cho những người có mái tóc xoăn, cũng như những người có mái tóc xử lý màu hoặc tóc thẳng.